# Дёпара
Дёпара́ (йопара, джопара; гуар. Jopará [ɟopaˈɾa]; исп. Yopará [ʝopaˈɾa]) — сильно испанизированный вариант языка гуарани, основное средство общения в Республике Парагвай. Образовался в результате смешения автохтонного языка индейцев гуарани с языком испанских колонизаторов. Этимология слова восходит к двум автохтонным корням: гуар. jo [дё] («взаимный, общий») и гуар. pará («разноцветный»), означая, таким образом, «всеобщее смешение».

## Узус
Дёпара выступает в роли языка повседневного общения людей среднего и низшего класса, в том числе на улицах столицы города Асунсьон. При этом в зависимости от социального контекста, места и времени рождения говорящего и слушающего, места общения, темы разговора и других факторов разговорная речь может быть либо ближе к гуарани, либо ближе к испанскому. Данная ситуация является уникальной в Латинской Америке.